# ميمكس

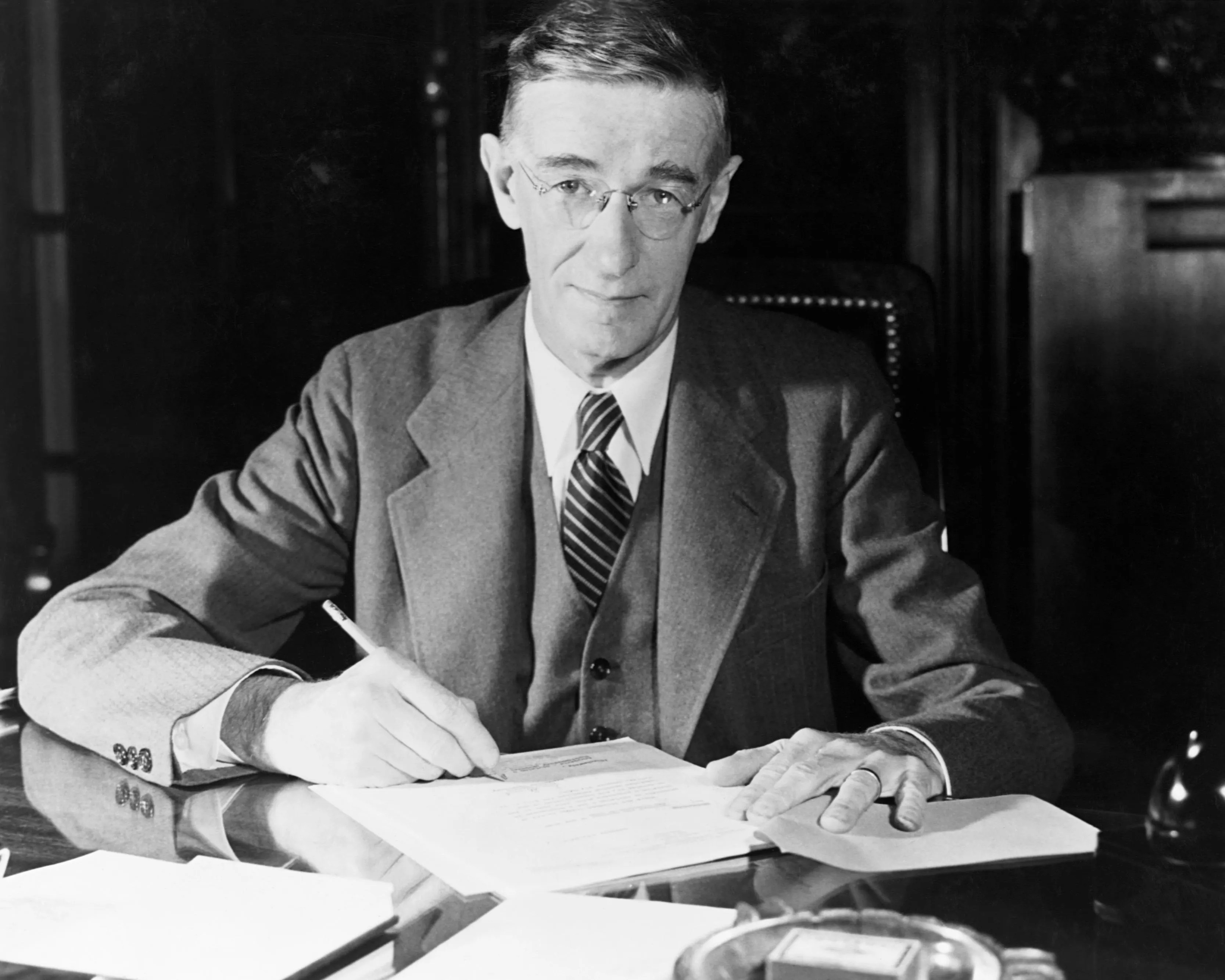

الميمكس هو جهاز يخزن فيه الفرد كل كتبه وتسجيلاته واتصالاته، ويُميكن بحيث يمكن اللجوء إليه طلبا للنصيحة بسرعة ومرونة فائقتين كإضافة موسعة للذاكرة. اقترحه فانيفار بوش (Vannevar Bush) في يوليو 1945 عندما عُيِّن إبان الحرب العالمية الثانية مديرًا لهيئة البحث والتطوير العِلمي الأمريكية (Scientific Research and Office of Development, OSRD) لحل مشكلتي المعلومات الغامرة المتاحة للعقول الباحثة عن إجابات؛ والنتائج التدميرية الرهيبة للبحث العلمي، في مقالة كتبها في ذا أتلانتيك (The Atlantic) بعنوان كما قد نفكر.
وصفه باعتباره يوضع داخل طاولة ومن المفترض تشغيله من مسافة ما، توجد في الأعلى شاشات مائلة شبه شفافة يمكن عرض المعلومات فوقها للقراءة المريحة، ولوحة مفاتيح ومجموعة من الأزرار والأذرع. ماعدا ذلك، يبدو الجهاز كطاولة عادية. الجهاز مرتبط بأرشيف واسع من الميكروفيلم، وقادر على عرض الكتب، أو الكتابات، أو أي وثيقة من مكتبة. وقادر على خلق مسارات مرتبطة ومتفرعة من مجموعة من الصفحات، والجمع بين صفحات من مكتبة الميكروفيلم المنشورة مع شرح الشخصية أو الإضافات التي تم التقاطها بواسطة جهاز تسجيل الميكروفيلم وهذه المسارات هي الفكرة الأولى لما نسميه الآن النص التشعبي (hypertext) والتي أثرت بصورة مباشرة وألهمت الرجلين الأمريكيين تيد نيلسون (Ted Nelson) ودوجلاس إنجلبرت (Douglas Engelbart) لإختراعها.

## روابط خارجية
- "As We May Think - A Celebration of Vannevar Bush's 1945 Vision", at Brown University
- Vannevar Bush and Memex – Living Internet